# Ludwig Strecker der Jüngere

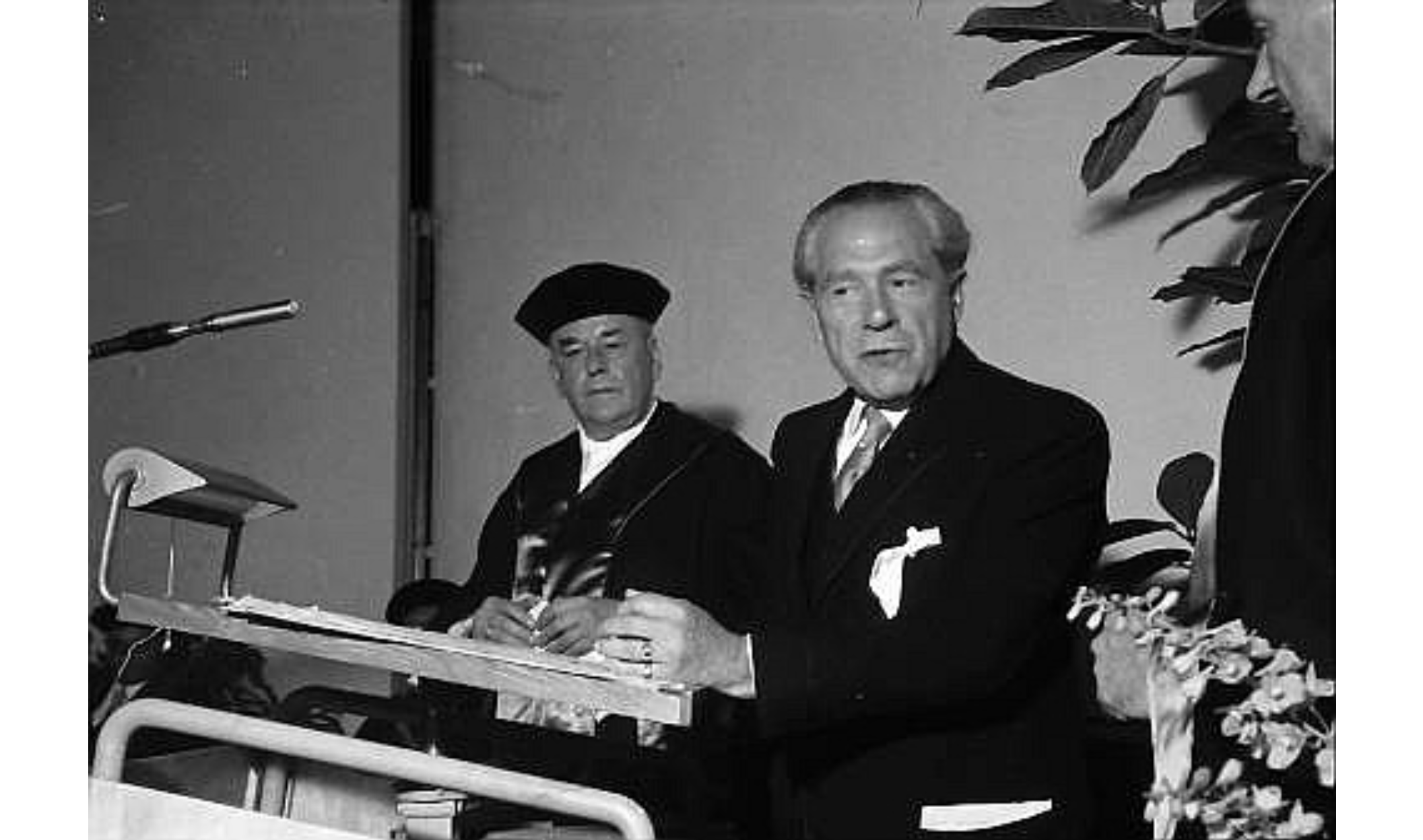
Ludwig Strecker der Jüngere (1957)

Ludwig Emanuel Strecker, auch Ludwig Strecker der Jüngere (* 13. Januar 1883 in Mainz; † 15. September 1978 in Wiesbaden), war ein deutscher Musikverleger.

## Biografie
Strecker absolvierte ein Jurastudium an den Universitäten München, Berlin und Leipzig. 1906 wurde er promoviert.
Nach einem Auslandsaufenthalt wurde er 1909 Mitinhaber des Musikverlags B. Schott’s Söhne in Mainz, den sein Vater Ludwig Strecker der Ältere 1874 von Franz Schott geerbt hatte.
Als der Vater 1943 starb, übernahm Ludwig Strecker gemeinsam mit seinem Bruder Wilhelm Strecker die Leitung des Verlags. Seit 1956 leitete er ihn in alleiniger Verantwortung. Ein weiterer Bruder war der Bühnenbildner und Autor Paul Strecker.
Ludwig Strecker war ein Förderer zeitgenössischer Komponisten wie Werner Egk, Paul Hindemith und Carl Orff. Unter dem Pseudonym Ludwig Andersen arbeitete er auch als Librettist.
Strecker war mit Friedel Preetorius (1884–1938), der Tochter des Mainzer Unternehmers Wilhelm Preetorius, verheiratet. Im Jahr 1968 heiratete er die in Wiesbaden aufgewachsene Maria Daelen, eine Ärztin und Regierungsbeamtin. Sein Schwiegersohn Heinz Schneider-Schott übernahm die Leitung des Verlages.

## Ehrungen
- 1953: Verdienstkreuz (Steckkreuz) der Bundesrepublik Deutschland
- 1955: Peter-Cornelius-Plakette des Landes Rheinland-Pfalz
- 1970: Ehrenbürger von Mainz
- Ehrensenator und Ehrenbürger der Johannes Gutenberg-Universität Mainz
- Großes Bundesverdienstkreuz mit Stern

## Libretti
- Der große Kalender. Musik: Hermann Reutter. UA 1933 (1. Fassung); 1970 Stuttgart (2. Fassung)
- Die Zaubergeige. Musik: Werner Egk. UA 1935 Frankfurt
- Doktor Johannes Faust. Musik: Hermann Reutter. UA 1936 Frankfurt
- Tobias Wunderlich. Musik: Joseph Haas. UA 1937 Kassel
- Die Hochzeit des Jobs. Musik: Joseph Haas. UA 1944 Dresden
- Der Igel als Bräutigam. Musik: Cesar Bresgen. UA 1948 Esslingen (1. Fassung); 1951 Nürnberg (2. Fassung)